# سنترویل (مریلند)
سنترویل (به انگلیسی: Centreville) شهری در ایالت مریلند کشور ایالات متحده آمریکا است که جمعیت آن در سرشماری سال ۲۰۱۰ میلادی، ۴٬۲۸۵ نفر بوده‌است.